# Puente arco del Genesee
El puente arco del Genesee (nombre original en inglés: Genesee Arch Bridge, también conocido como Portage Viaduct o Portage Bridge) es un puente ferroviario con tipología de arco de acero y tablero superior, situado sobre el río Genesee en el Parque Estatal de Letchworth, en el Condado de Livingston (Nueva York). Es el tercer puente construido en este mismo lugar: el puente de madera original se quemó en 1875 y fue reemplazado por un puente de hierro, que duró hasta que fue a su vez sustituido por el puente actual en 2017. Forma parte de la Línea Southern Tier del Norfolk Southern Railway.

## Puentes anteriores

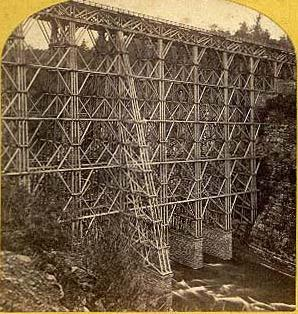
El primer puente, una estructura de caballetes de madera, en 1864

La Compañía del Ferrocarril de Erie construyó un puente de caballetes de madera sobre el río Genesee justo por encima de la cascada de Upper Falls a mediados del siglo XIX. La construcción comenzó el 1 de julio de 1851 y el puente se inauguró el 14 de agosto de 1852. En ese momento, era el puente de madera más largo y más alto del mundo. En la madrugada del 6 de mayo de 1875, el puente fue destruido por un tremendo incendio. Totalmente calcinado, solo quedaron los estribos de piedra.
Inmediatamente después del incendio, los operarios del ferrocarril se movilizaron rápidamente para reemplazar el puente de madera por uno de hierro. La construcción comenzó el 8 de junio de 1875 y el puente se abrió al tráfico el 31 de julio de 1875. El nuevo puente tenía 820 pies (249,9 m) de largo y 240 pies (73,2 m) de alto. Este puente permaneció en servicio hasta el 10 de diciembre de 2017. A pesar de una restricción de peso, la locomotora de vapor Nickel Plate 765 de cerca de 400 toneladas de peso pasó por el puente con vagones de pasajeros como parte de una excursión patrimonial en agosto de 2015.

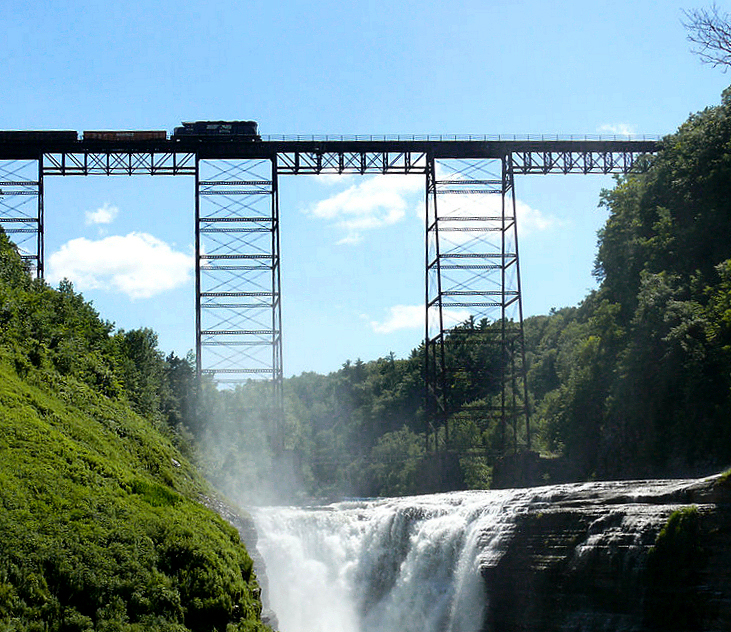
La cascada de Upper Falls con un tren pasando sobre el segundo viaducto de Portage

El rumor local popular sostiene que el puente de Portage se utilizó para una escena famosa en la película de 1986 Stand By Me. En realidad, el puente utilizado en la película es el puente de Lake Britton, situado en el Parque Estatal McArthur-Burney Falls Memorial situado cerca de Redding (California).

## Puente actual

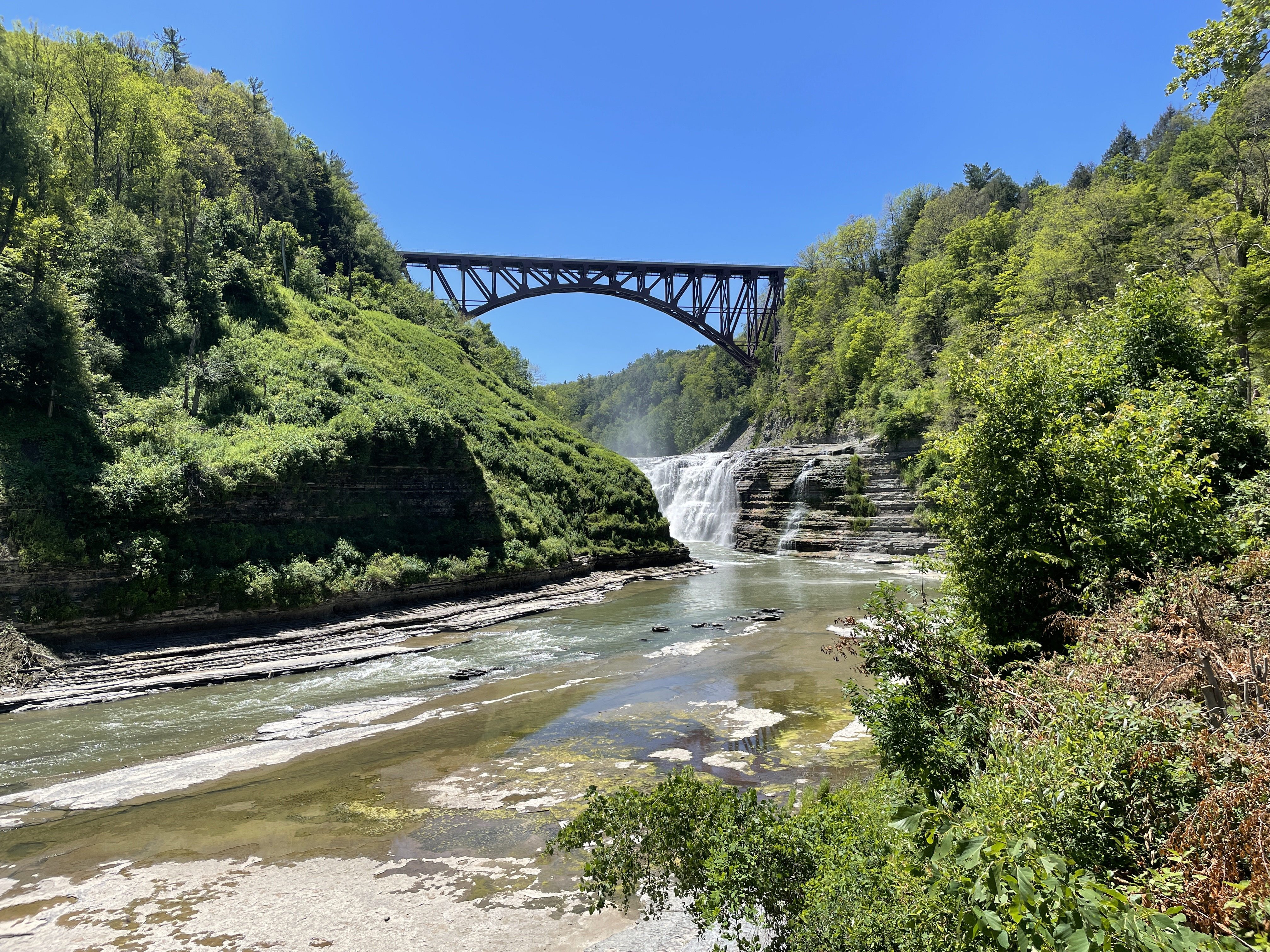
El puente arco de Genesee y la cascada de Upper Falls en julio de 2022

El 29 de noviembre de 2011, el Norfolk Southern Railway anunció planes para construir un nuevo puente unos 75 pies (22,9 m) al sur del puente de 1875. La compañía ofreció el puente de 1875 al estado de Nueva York como una plataforma de observación turística sobre Upper Falls, pero el estado lo rechazó, alegando la falta de fondos disponibles para su mantenimiento.
A finales de 2014 se aprobó un diseño de puente en arco de acero para la nueva estructura, con un costo estimado de 71 millones de dólares.
La construcción comenzó el 27 de octubre de 2015, Luego del cierre estacional normal de la carretera de entrada de automóviles al parque Portageville durante el invierno de 2015, permaneció cerrada hasta la finalización del proyecto en 2018. y a finales de 2016 se estaban realizando los trabajos de topografía para la cimentación del nuevo puente. En marzo de 2017 se inició la construcción del arco principal.
El primer tren cruzó el nuevo puente el 11 de diciembre de 2017. Las últimas piezas del puente de 1875 fueron demolidas en la mañana del 20 de marzo de 2018. El Ferrocarril Norfolk Southern nombró formalmente al nuevo puente como "Puente de arco del Genesee" el 24 de mayo de 2018.

## Lectura adicional
- Irwin, Daniel B.; Johns, Kevin W. (February 2019). «Replacing an Icon». Civil Engineering: 42-51. Archivado desde el original el 18 de junio de 2021. Consultado el 11 de enero de 2023.